# Енергетична хартія
Енергетична хартія йде корінням в політичну ініціативу, що виникла на початку 1990-х років в Європі, коли кінець холодної війни надав можливість подолати колишнє економічне розділення європейського континенту. У світі глобалізації і взаємозалежності між експортерами і імпортерами енергії загальновизнано, що багатобічні правила можуть забезпечити збалансованіші і ефективніші рамки для міжнародної співпраці, ніж ті, які передбачені лише в двосторонніх угодах або документах, що не мають законодавчої сили. Тому Договір до Енергетичної Хартії грає важливу роль в контексті зусиль зі створення правового поля для глобальної енергетичної безпеки, на основі відкритих, конкурентних ринків і принципів стійкого розвитку.

## Завдання і цілі
- намагання до відкритих, ефективних і надійних енергетичних ринків;
- сприяння забезпеченню клімату, який сприяє взаємозалежності в галузі енергетики, та базується на основі довіри між країнами.

Ці завдання будуть виконуватись за допомогою:
- розширення і зміцнення «верховенства права» для сприяння розвитку ринку в енергетичному секторі;
- встановлення правил поведінки, принципів і рекомендацій стосовно відкритих та ефективних енергетичних ринків;
- розробка чітких загальноприйнятих правил по транзиту енергоносіїв; допомога країнам щодо розробки національної політики в галузі енергетичної ефективності;
- розширення географічного охоплення процесу Енергетичної Хартії;
- розвиток ролі Конференції з Енергетичної Хартії як найважливішого міжурядового форуму для політичних дискусій між Сходом і Заходом.

Договір до Енергетичної Хартії і Протокол до Енергетичної Хартії з питань Енергетичної Ефективності та Відповідним Екологічним Аспектам були підписані в грудні 1994 року і набрали чинності в квітні 1998 року.
Договір розроблено на основі Європейської Енергетичної Хартії 1991 року.
В той час як останній із названих документів був розроблений як декларація політичних намірів щодо стимулювання співробітництва між Сходом і Заходом в галузі енергетики, Договір до Енергетичної Хартії є юридично зобов'язуючим багатостороннім документом, єдиним у своєму роді, конкретно присвяченим міжурядовому співробітництву в енергетичному секторі.

## Конференція[2]
Конференція з Енергетичної Хартії є незалежною міжурядовою організацією, керівним органом Енергетичної Хартії, який створений договором до Енергетичної Хартії 1994 року.
Всі держави, які підписали Договір або приєднались до нього, є членами Конференції з енергетичної Хартії. Конференція збирається на регулярній основі — як правило двічі на рік — для обговорення політичних питань, які впливають на співробітництво в галузі енергетики між Сходом і Заходом; для огляду виконання положень Договору до Енергетичної Хартії; обговорення можливих майбутніх документів і проектів з питань енергетики.
Конференцію Енергетичної хартії і її Секретаріат, створені у відповідності з Договором до Енергетичної хартії (ДЕХ). Конференція — орган, який здійснює керівництво та ухвалює рішення у процесі функціонування Енергетичної хартії, які стосуються енергетичної співпраці між Сходом і Заходом. Він контролює виконання положень ДЕХ, а також протоколів. Головне завдання Конференції — підготовка і ухвалення міжнародно-правових актів у сфері енергетики, зокрема доповнень до ДЕХ, а також протоколів. Належне виконання Конференцією своїх завдань забезпечується Секретаріатом, який очолює генеральний секретар (ст. 35 ДЕХ). До складу Секретаріату входять два директорати — з транзиту і торгівлі та енергоефективності й інвестицій, а також адміністративна і фінансова служби. Таким чином, Конференція і Секретаріат ДЕХ суттєво впливають на формування нової правової регуляції міжнародних енергетичних відносин, тобто сприяють подальшому розвитку міжнародного енергетичного права.

## Члени
Австралія, Австрія, Азербайджан, Албанія, Білорусь, Бельгія, Болгарія, Боснія і Герцеговина, Велика Британія, Вірменія, Греція, Грузія, Данія, Естонія, Європейські Спільноти, Ірландія, Ісландія, Іспанія, Італія, Казахстан, Кіпр, Киргизтан, Латвія, Литва, Ліхтенштейн, Люксембург, Мальта, Молдова, Монголія, Нідерланди, Німеччина, Норвегія, Польща, Португалія, Румунія, Словаччина, Словенія, Таджикистан, Туркменістан, Туреччина, Узбекистан, Україна, Фінляндія, Франція, Хорватія, Чехія, Швейцарія, Швеція, Японія.

## Спостерігачі на конференції
Алжир, Бахрейн, Венесуела, Канада*, Катар, Кувейт, Марокко, ОАЕ, Оман, Саудівська Аравія, Сполучені Штати Америки*, Туніс
(* позначені держави, які підписали Європейську Енергетичну Хартію 1991 року).

## Енергетична хартія і ЄС
У своїх стосунках з питань енергетики з країнами — не членами ЄС, як основу для співробітництва Європейський Союз значною мірою використовує Договір до Енергетичної Хартії.
Зобов'язання, які містяться у Договорі, є обов'язковими для виконання всіма країнами-членами Європейського Союзу, і стануть такими для тих країн, які подали заявки на членство в ЄС, оскільки Договір і Протокол є складовою частиною «загальних досягнень». Більше того, правила і принципи, які містяться в Договорі, включені до Угод про Партнерство і Співробітництво, підписані ЄС з усіма країнами СНД як одна з правових основ двостороннього співробітництва в галузі енергетики.

## Хронологія
- 1990 — Висунення ідеї Європейської Хартії. На нараді Європейського союзу в Дубліні Європейської комісії було доручено розробити пропозиції щодо вироблення Європейської Енергетичної Хартії.
- 1991 — Відкриття Європейської Енергетичної Хартії для підписання. Це політична декларація про міжнародне співробітництво, що базується на принципах ринкової економіки, взаємодопомоги і недискримінації.
- 1994 — Підписання Договору до Енергетичної Хартії і Протоколу до Енергетичної Хартії з Питань Енергетичної Ефективності та Відповідним Екологічним Аспектам. Ці документи є юридично зобов'язуючими «становим хребтом» процесу Енергетичної Хартії і спрямовані на створення відкритого енергетичного ринку серед держав-підписантів.
- 1995 — Секретаріат Енергетичної Хартії створено в Брюсселі для обслуговування керуючого органу Договору, Конференції з Енергетичної Хартії.
- 1998 — Вступ в силу Договору до Енергетичної Хартії. Прийняття Торгової Поправки, яка приводить торгові положення Договору у відповідність з нинішньою практикою СОТ і розширює їх охоплення, включаючи пов'язане з енергетикою обладнання.

## Україна
- Україна ратифікувала Договір та Протокол 6 лютого 1998 року.
- Для України ці документи вступили в силу 27 січня 1999 року.